# Джіу-джитсу на Всесвітніх іграх 2022
Змагання з джіу-джитсу на Всесвітніх іграх 2022 проходили з 15 по 16 липня у Бірмінгемі у США, у спортивному комплексі Birmingham Southern College.

## Медальна таблиця
*   Країна-господарка (  США)
| Місце                | Країна                     | Золото | Срібло | Бронза | Загалом |
| -------------------- | -------------------------- | ------ | ------ | ------ | ------- |
| 1                    | Німеччина                  | 3      | 1      | 3      | 7       |
| 1                    | Ізраїль                    | 3      | 1      | 3      | 7       |
| 3                    | Таїланд                    | 2      | 2      | 0      | 4       |
| 4                    | Об'єднані Арабські Емірати | 2      | 1      | 2      | 5       |
| 4                    | Франція                    | 2      | 1      | 2      | 5       |
| 6                    | Бельгія                    | 2      | 1      | 0      | 3       |
| 7                    | Сербія                     | 1      | 1      | 0      | 2       |
| 7                    | Україна                    | 1      | 1      | 0      | 2       |
| 9                    | Канада                     | 1      | 0      | 1      | 2       |
| 9                    | Словенія                   | 1      | 0      | 1      | 2       |
| 11                   | Греція                     | 0      | 2      | 0      | 2       |
| 12                   | Нідерланди                 | 0      | 1      | 3      | 4       |
| 13                   | Данія                      | 0      | 1      | 2      | 3       |
| 14                   | Казахстан                  | 0      | 1      | 0      | 1       |
| 14                   | Марокко                    | 0      | 1      | 0      | 1       |
| 14                   | Киргизстан                 | 0      | 1      | 0      | 1       |
| 14                   | Колумбія                   | 0      | 1      | 0      | 1       |
| 14                   | Бахрейн                    | 0      | 1      | 0      | 1       |
| 19                   | Швейцарія                  | 0      | 0      | 1      | 1       |
| Загалом (19 збірних) | Загалом (19 збірних)       | 18     | 18     | 18     | 54      |

## Медалісти
Поєдинки
| Категорія         | Золото                             | Срібло                         | Бронза                         |
| ----------------- | ---------------------------------- | ------------------------------ | ------------------------------ |
| Чоловіки до 62 кг | Богдан Мочульський · Україна       | Алехандро Вів'єскас · Колумбія | Екко ван дер Веер · Нідерланди |
| Чоловіки до 69 кг | Яшар Салманов · Німеччина          | Іван Делла Кроке · Сербія      | Тім Топлак · Словенія          |
| Чоловіки до 77 кг | Сімон Аттенбергер · Німеччина      | Лукас Андерсен · Данія         | Бой Фогельцанг · Нідерланди    |
| Чоловіки до 85 кг | Нікола Трайкович · Сербія          | Донні Донкер · Нідерланди      | Даніель Змеєв · Німеччина      |
|                   |                                    |                                |                                |
| Жінки до 48 кг    | Кан'ютха Пхаттарабунсорн · Тайланд | Атанасія Заріопі · Греція      | Сандра Бадьє · Франція         |
| Жінки до 57 кг    | Лікай Пуртуа · Бельгія             | Христина Кутулакі · Греція     | Ребекка Даль · Данія           |
| Жінки до 63 кг    | Жуліана Феррейра · Франція         | Орапа Сенатхам · Тайланд       | Ліліан Вейкен · Німеччина      |
| Жінки до 70 кг    | Анналена Бауер · Німеччина         | Хлоя Лаланд · Франція          | Ліва Танцер · Данія            |

Неваза
| Категорія                    | Золото                                        | Срібло                                           | Бронза                                          |
| ---------------------------- | --------------------------------------------- | ------------------------------------------------ | ----------------------------------------------- |
| Чоловіки до 69 кг            | Флоріан Баїлі · Бельгія                       | Могамед Аль-Суваїді · Об'єднані Арабські Емірати | Вікі Дабуш · Ізраїль                            |
| Чоловіки до 77 кг            | Німрод Рюдер · Ізраїль                        | Алі Мунфареді · Бахрейн                          | Майкл Шіан · Канада                             |
| Чоловіки до 85 кг            | Файзал Аль-Кетбі · Об'єднані Арабські Емірати | Абдурахманхаджи Муртазалієв · Киргизстан         | Саар Шемеш · Ізраїль                            |
| Чоловіки, відкрита категорія | Файзал Аль-Кетбі · Об'єднані Арабські Емірати | Сеїф-Еддін Гумін · Марокко                       | Саар Шемеш · Ізраїль                            |
|                              |                                               |                                                  |                                                 |
| Жінки до 48 кг               | Віккі Гоанг · Канада                          | Кан'ютха Пхаттарабунсорн · Тайланд               | Ірина Бродська · Німеччина                      |
| Жінки до 57 кг               | Меші Розенфельд · Ізраїль                     | Галина Дуванова · Казахстан                      | Лоренс Фуя · Франція                            |
| Жінки до 63 кг               | Мая Повшнар · Словенія                        | Роні Нісіміан · Ізраїль                          | Шамма Аль-Кальбані · Об'єднані Арабські Емірати |
| Жінки, відкрита категорія    | Меші Розенфельд · Ізраїль                     | Богдана Голуб · Україна                          | Шамма Аль-Кальбані · Об'єднані Арабські Емірати |

Команди
| Дисципліна         | Золото | Срібло | Бронза |
| ------------------ | --- | --- | --- |
| Змішані дуети      | Таїланд Лаліта Юеньнань Варамут Сенгшріруанг                                                              | Бельгія Шаріс Гравенштейн Аєн Лоденс                                                                                                 | Швейцарія Софія Йокль Томас Шененбергер                                                                                                   |
| Національні збірні | Франція Сандра Бадьє Валентин Блюменталь Жулвана Феррейра Лоренс Фуя Персі Кунса Хлоя Лаланд Жульєн Матьє | Німеччина Сімон Аттенбергер Анналена Бауер Ірина Бродська Юлія Пашкевич Яшар Салманов Йоганнес Турбесліс Ліліан Вайкен Даніель Змеєв | Нідерланди Женев'єв Богерс Анне ван дер Брюгге Лідія Какович Донні Донкер Аафке ван Лювен Екко ван дер Веер Бой Фогельцанг Стефан Вукотич |